# جشنواره فیلم هالیوود

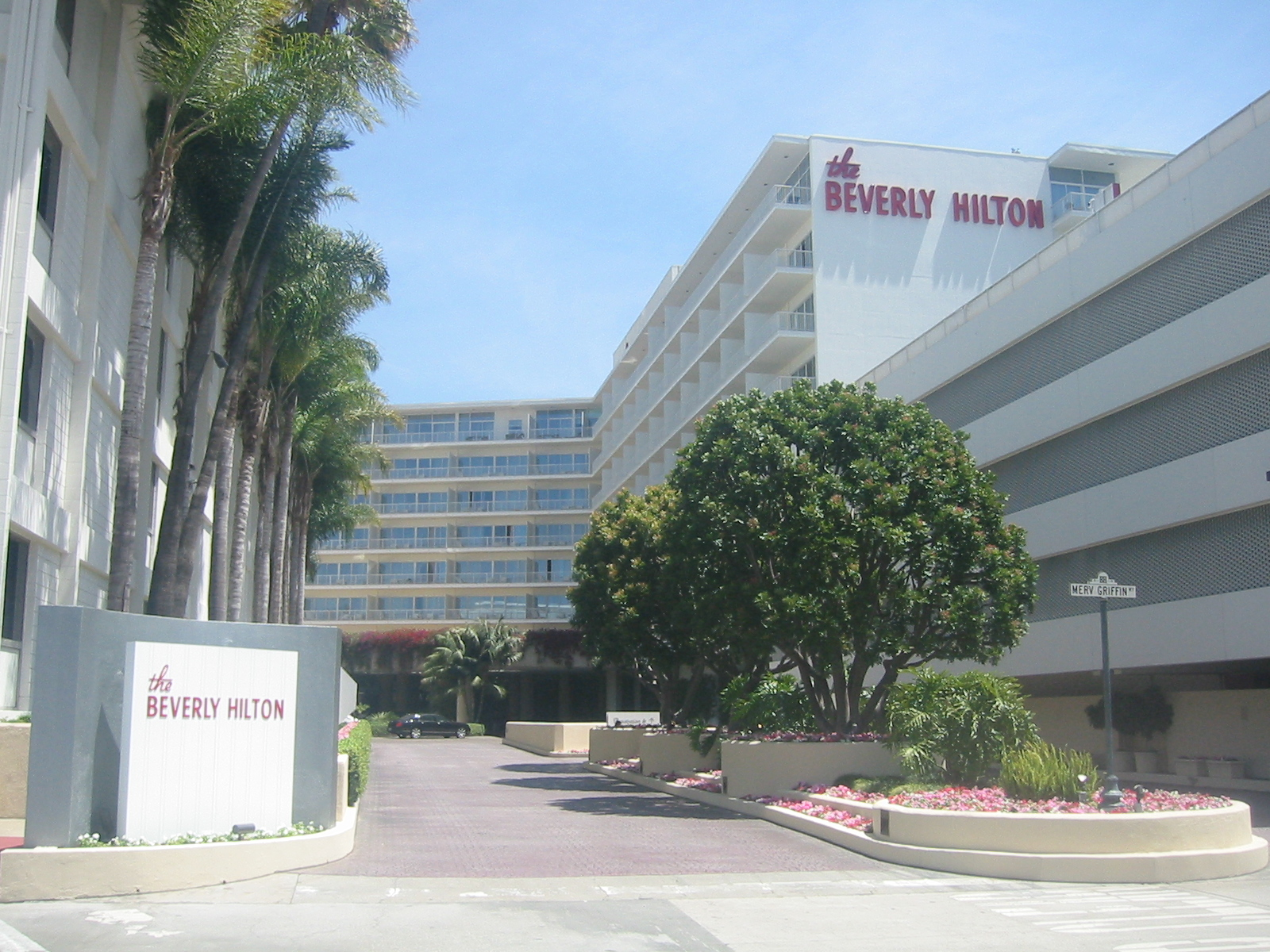
محل جشنواره فیلم هالیوود در لس آنجلس آمریکا

جشنواره فیلم هالیوود یک جشنواره فیلم سالیانه است که در لس آنجلس کالیفرنیا برگزار می‌گردد. این جشنواره در سال ۱۹۹۷، توسط کارلوس د آبریو و همسرش، جانیس پنینگتون که یک مدل بود تأسیس شد. جشنواره فیلم هالیوود برای ایجاد ارتباط بین بین استدیوهای هالیوود، فیلم‌سازان مستقل و جامعه خلاق جهانی به منظور تجلیل از برترین‌ها در هنر فیلم‌سازی تأسیس شد. جوایز این جشنواره در بخش‌های فیلم داستانی، مستند، کوتاه و موزیک ویدئو به منتخبین داده می‌شود.